# زبان آچه‌ای
زبان آچه‌ای یکی از زبان‌های محلی آچه، سوماترا، اندونزی است که در بعضی از نقاط مالزی مانند یان، کداح هم به آن سخن گفته می‌شود.